# آشپزی گینه‌ای

موقعیت گینه

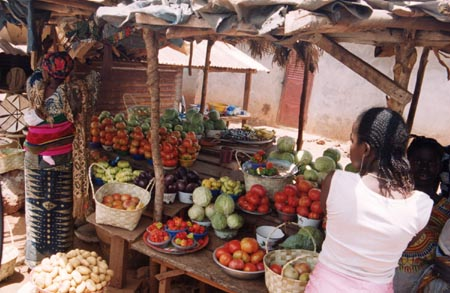
یک غرفه بازاری که سبزیجات می‌فروشد در استان دوگینیرای، گینه.

آشپزی گینه‌ای شامل غذاهای سنتی گینه مانند فوفو، انبه پخته، پلانتین سرخ شده، پاتات و پای کدو تنبل است.

## مواد اصلی
ذرت یک ماده غذایی اصلی است که آماده‌سازی‌ها و مواد اولیه آن در مناطق مختلف: گینه میانی، گینه علیا، گینه ساحلی، گینه جنگلی، و منطقه پایتخت (کوناکری) متفاوت است. این سبک بخشی از آشپزی آفریقای غربی است و شامل فوفو، ذرت جولوف، ماافه و نان تاپالاپا است. مواد اولیه شامل برگ کاساوا پخته نیز می‌شود.
در مناطق روستایی، غذا در فضای باز و در یک ظرف بزرگ سرو و با دست خورده می‌شود. دسرها در این آشپزی غیر معمول هستند. آشپزی گینه‌ای در خارج از کشور نیز محبوبیت زیادی به دست آورده و رستوران‌های گینه‌ای در شهر نیویورک وجود دارد.

## غذاهای قابل توجه
غذاهای سنتی گینه عبارتند از:

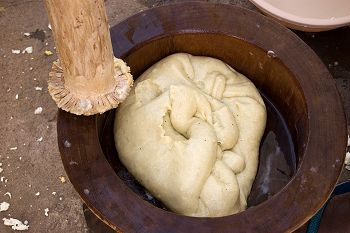
تهیه سنتی فوفو در هاون.

- فوفو، همچنین به عنوان tôreuy شناخته می‌شود، یک شیرینی خوش طعم با سس بامیه است[۲]
- بیوری
- انبه پخته شده[۱]
- پلانتین سرخ شده، یک شیرینی شبیه موز است[۱]
- پاتات, سیب زمینی شیرین سرخ شده[۱]
- فوتی، بامیه با برنج
- Gateau farine,[۱] انواع کیک گرد
- نوشیدنی تمر هندی[۱]
- تیاکری, یک غذای شیرین سنگالی و کوسکوس و شیر[۱]
- پولک[۱]
- Konkoé, گربه ماهی دودی و خورش سبزیجات[۲]
- بیساپ، نوشیدنی هیبیسکوس که بنفش رنگ است و گاهی شامل نعنا نیز می‌شود
- آتیکه، یک غذا با ماهی یا سس تیلاپیا با خیار و گوجه‌فرنگی
- کاتون، پنیر شیر بز

## سس‌ها
سس‌های سنتی گینه عبارتند از:
- سس فوتی - غلیظ، با بادمجان، پیاز، لوبیا قرمز، آب، سس گوجه فرنگی و عصاره گوشت
- مافه تیگا - سس بادام زمینی به سبک گینه/سنگالی
- مافی گومبو - سس بامیه
- Maffi hakko Bantura - سس برگدار با سیب زمینی شیرین
- مافی سوپو
- Sauce d'arrachide ou kansiyé - متشکل از کره بادام زمینی، آب، فلفل تند، گوجه فرنگی، سیر و پیاز[۲]
- Maafe taku - درست شده با بامیه

## نوشیدنی‌ها
نوشیدنی‌های سنتی گینه عبارتند از:
- نوشیدنی زنجبیل (نوشیدنی تلخ زنجبیل شیرین)
- نوشیدنی ختمی
- در مناطق غیر مسلمان شراب نخل مصرف می‌شود